# Даніель Харке
Даніель Харке (ісп. Daniel Jarque, нар. 1 січня 1983, Барселона — пом. 8 серпня 2009, Флоренція) — іспанський футболіст, захисник. Помер у 26-річному віці від інфаркту.
Відомий виступами за «Еспаньйол» та молодіжну збірну Іспанії.
Володар Кубка Іспанії з футболу.

## Клубна кар'єра

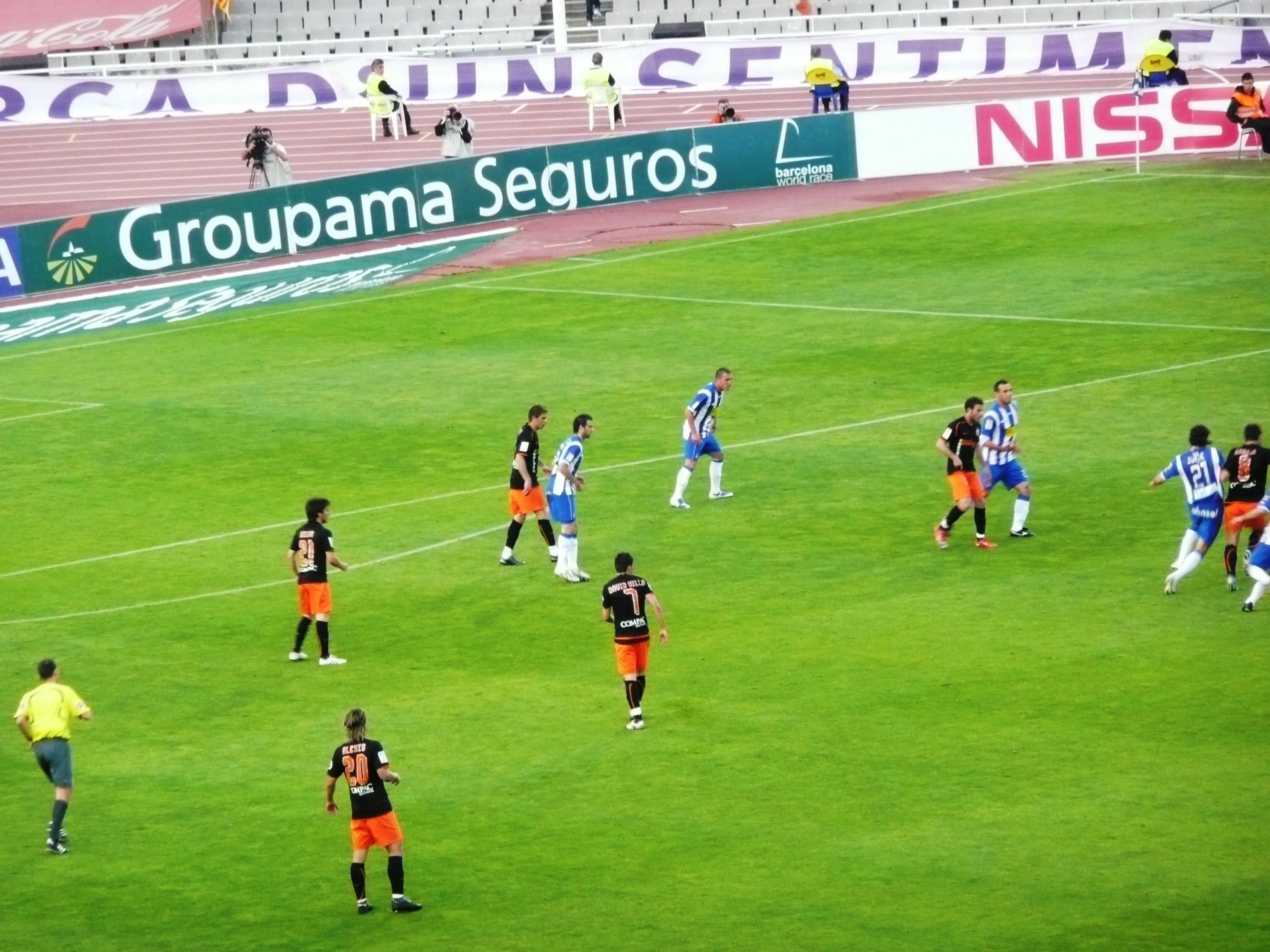
Даніель Харке (№21) у матчі Еспаньйол-Валенсія 3 травня 2009

Народився 1 січня 1983 року в місті Барселона. Вихованець юнацьких команд футбольних клубів «Кооператіва» та «Еспаньйол».
У дорослому футболі дебютував 2001 року виступами за команду «Еспаньйол Б», в якій провів три сезони, взявши участь у 80 матчах чемпіонату. Більшість часу, проведеного у складі другої команди «Еспаньйола», був основним гравцем захисту команди.
У 2002 році почав грати за основну команду клубу «Еспаньйол», за який встиг відіграти 7 сезонів.
Помер від інфаркту 8 серпня 2009 року на 27-му році життя у місті Флоренція, де команда «Еспаньйола» проводила міжсезонні збори.

## Виступи за збірні
У 2001 році дебютував у складі юнацької збірної Іспанії, взяв участь у 14 іграх на юнацькому рівні, відзначившись 1 забитим м'ячем.
У 2003 році залучався до складу молодіжної збірної Іспанії. На молодіжному рівні зіграв у 22 офіційних матчах, забив 3 голи.

## Титули і досягнення
- Володар Кубка Іспанії з футболу (1):

«Еспаньйол»:  2005–06
- Чемпіон Європи (U-19): 2002